# Аша (Туркестанская область)
Аша (каз. Аша, до 2007 г. — М.Горького) — село в Сауранском районе Туркестанской области Казахстана. Входит в состав Чернакского сельского округа. Код КАТО — 512657300.

## Население
В 1999 году население села составляло 2777 человек (1414 мужчин и 1363 женщины). По данным переписи 2009 года, в селе проживал 3481 человек (1754 мужчины и 1727 женщин).